# Jezioro (powieść)
Jezioro (isl. Kleifarvatn) − powieść kryminalno-szpiegowska islandzkiego pisarza Arnaldura Indriðasona, opublikowana w 2004, a w Polsce w 2012 (w tłumaczeniu Jacka Godka). Jest szóstą powieścią cyklu o detektywie Erlendurze Sveinssonie.

## Treść

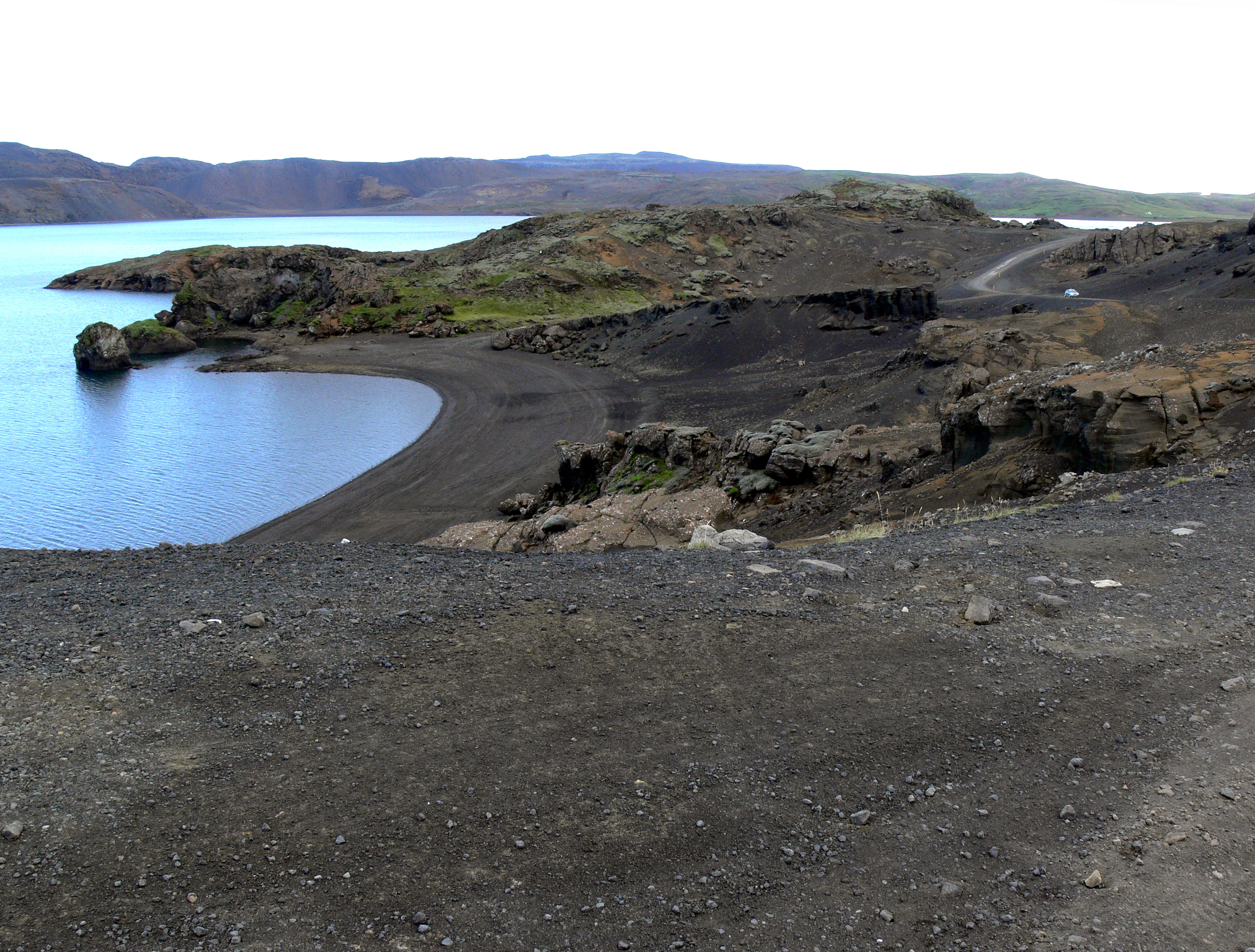
Tytułowe jezioro Kleifarvatn

Akcja rozgrywa się wiosną, kiedy to w jeziorze Kleifarvatn, którego poziom lustra wody się obniża z przyczyn geologicznych, odkryty zostaje szkielet człowieka z dziurą w czaszce i przywiązaną kablami aparaturą nasłuchową produkcji radzieckiej z lat 60. XX wieku. Akcja cofa czytelnika do okresu po II wojnie światowej, kiedy to Islandia stanowiła obiekt zainteresowania międzynarodowych wywiadów. Poruszona jest kwestia werbunku przez służby NRD młodych Islandczyków o przekonaniach lewicowych do studiowania w Niemczech Wschodnich. Tomas, młody komunista, wyjeżdża w latach 50. XX wieku do Lipska, by studiować na tamtejszym uniwersytecie. Poznaje tutaj Ilonę, Węgierkę z Budapesztu, w której się zakochuje. Zarówno Ilona, Tomas, jak i wielu innych młodych obcokrajowców, po zetknięciu z realnym socjalizmem, rewiduje swoje poglądy na temat NRD, co nie podoba się tamtejszym władzom. Ilona pewnego dnia znika, a Tomas zostaje brutalnie pobity przez Stasi. Istotną rolę w sprawie odgrywa Lothar Weiser – niemiecki opiekun grupy studentów, członek aparatu władzy, a potem szpieg wschodnioniemiecki na Islandii (w latach 1953-1958 werbował młodych lewicowców z państw zachodnich do współpracy z komunistycznym wywiadem). Wiele tropów łączy się w Reykjavíku i okolicy, a zbrodnie sprzed lat zostają odkryte, mimo że śledztwo nie ma priorytetu z uwagi na czasową odległość i wysoki stopień komplikacji (Przywykli do spraw prostszych, do islandzkich przestępstw, gdzie nie występowały tajemnicze sprzęty ani radcy handlowi, którzy radcami handlowymi nie byli, nie występowały ambasady obcych państw i nie było zimnej wojny, lecz islandzka rzeczywistość: mała, uboga w wydarzenia, przaśna i tak bardzo odległa od aren walki światowych wywiadów).